# 滴金酒庄
滴金酒莊（法語：Château d'Yquem，法語：[ʃɑto dikɛm]）是一間著名的波爾多甜酒莊園，位於法國的索泰尔讷，以由經貴腐的葡萄所釀成的甜白酒聞名。

## 歷史
莊園歷史可追溯至1855年，其後曾被英國人佔有，查理七世期間回到法國人手中，1785年由爾·薩呂斯家族經營。
1968年，呂爾·薩呂斯（Lur-Saluces）家族的亞歷山大·德呂爾·薩呂斯伯爵（Alexandre de Lur-Saluces,）接管莊園。他於1996年將部分股份授予酩悅·軒尼詩－路易·威登集團，酩悅·軒尼詩－路易·威登集團則成為莊園大股東。